# 河蟹 (ネット用語)
河蟹（ホーシエ、拼音: Héxiè、音読み:かかい）は中国のインターネット用語。文字通り意味は「川に住むカニ」であるが、「（ネット上で、反体制的な意見や情報が管理人に）検閲され削除される」という意味で使われる。

## 概要
中国共産党は、「調和のとれた社会（和諧社会）の実現」という美辞麗句に基づき、中国政府に対する批判的情報がインターネットに流れることがないよう監視している。政府に対し批判的な意見の掲載されたウェブページや掲示板のスレッドが、管理人の検閲によって社会の調和を乱すものであるとして削除された場合、中国のインターネットユーザは、「和諧社会」政策をあてこすって「削除された」という代わりに「和諧された」という。和諧という語も削除の対象となり始めたため、政府の統制を避けるために「和諧」 (héxié) と音が同じで声調が異なる「河蟹」 (héxiè) などに言い換えてフィルタリングを避けるようになった。近年ではその言い換え語そのものもフィルタされるようになったため、さらに「螃蟹」 (pángxiè) などのように「河蟹」本来の意味である「カニ」を表す言葉などを用いることもある。
台湾では、これに呼応するように「河蟹」、「和諧」などの言葉を知り、使う者が増えている。なお、台湾では「搓圓仔」、「消波塊」などと言い換えられることが多い。一部の中国政府反対ネットユーザーは、「喝血」 (hēxuè, 血を飲む) という語で中国政府の横暴を批判する。ここには「嗜血」 (shìxuè, 血を好む) の含意がある。「血 (xuè)」の異読は「xiě」。

## 使用例
- 動詞「削除される」
刚刚那个性感的视频被河蟹了！
先のちょっとセクシーなビデオが削除されちゃった！
- 形容詞「（反体制的表現などを含み）危険かつ削除されそうな」
你的签名档真是河蟹啊，当心点啊…
お前のサイン欄はけっこう「河蟹」だな、気を付けろよ…